# Lupércio
Lupércio este un oraș în São Paulo (SP), Brazilia.